# Avion de patrouille maritime

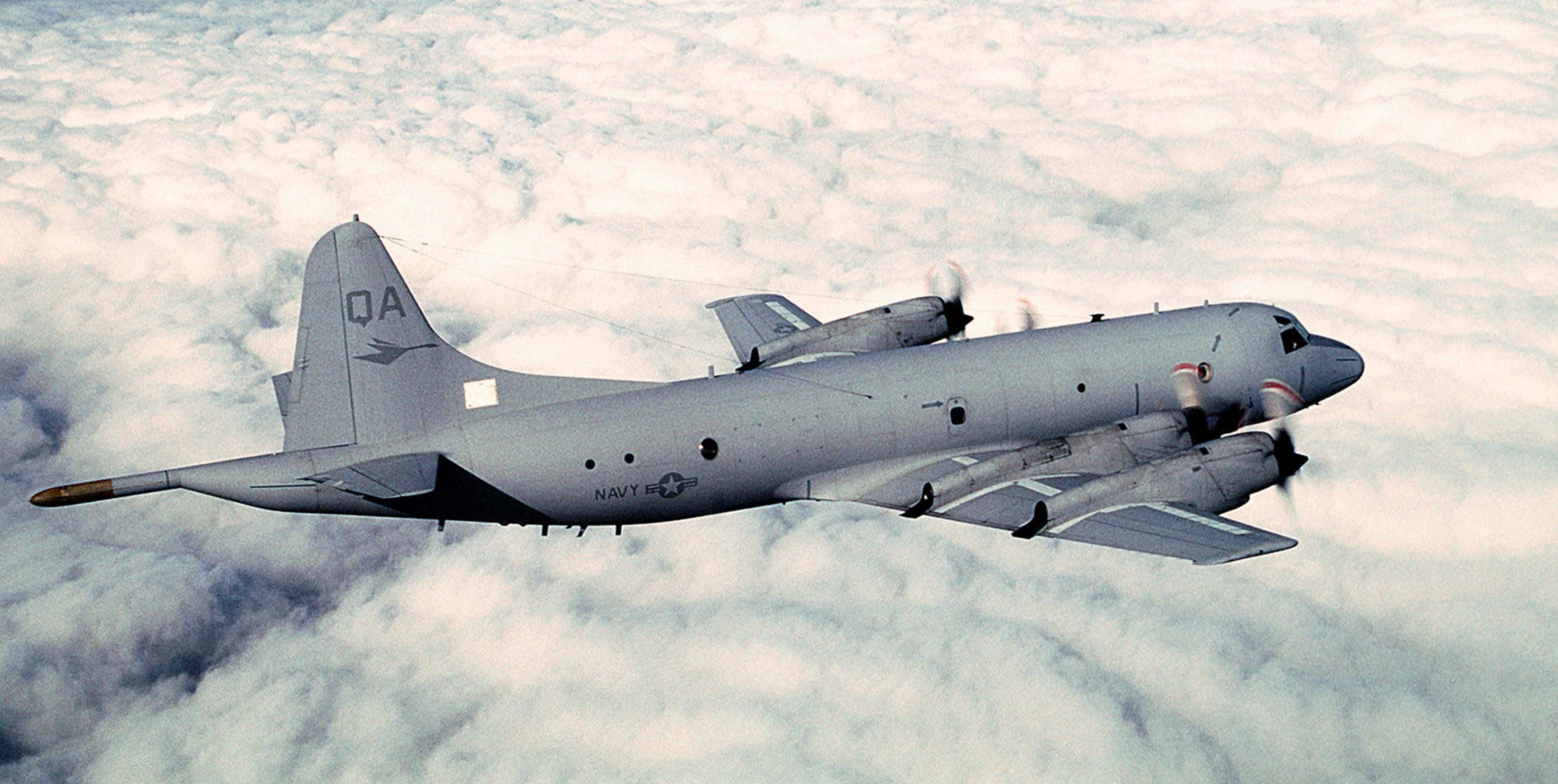
Un P-3 Orion de l'US Navy.

L'avion de patrouille maritime (PATMAR) est destiné à explorer les étendues maritimes pour rechercher, surveiller bâtiments de surface et sous-marins, guider d'autres unités de combat vers un objectif et éventuellement le détruire lui-même.
Une de ses caractéristiques principales est son autonomie, il est capable de rester en vol jusqu'à quinze heures. Il rejoint généralement sa zone de patrouille à grande vitesse et à haute altitude. En patrouille, il peut voler à quelques mètres au-dessus de l'eau à faible vitesse. Il est armé de bombes, missiles, torpilles et charges sous-marines.
À ne pas confondre avec les avions de surveillance maritime (SURMAR) qui prennent uniquement en charge des opérations de police (douane, police des pêches, surveillance des pollutions, recherche et sauvetage de naufragés, etc.) et ne sont pas armés. Ils disposent uniquement et éventuellement de chaînes SAR « Search And Rescue » (embarcations de sauvetage largables), de moyens radio civils avec goniométrie, de radars et de caméras de recherche. Ils prennent souvent le suffixe « MSA » (maritime survey aircraft) dans leur nom ou « MR » (maritime reconnaissance) ou « MP » (maritime patrol), ce qui est plus ambigu ; alors que les avions de patrouille maritime ont souvent le suffixe « MPA » (maritime patrol aircraft) ou « ASW » (anti-submarine warfare) quand ils sont limités à cette fonction,,,. Cependant, les avions de patrouille peuvent aussi éventuellement faire de la surveillance.

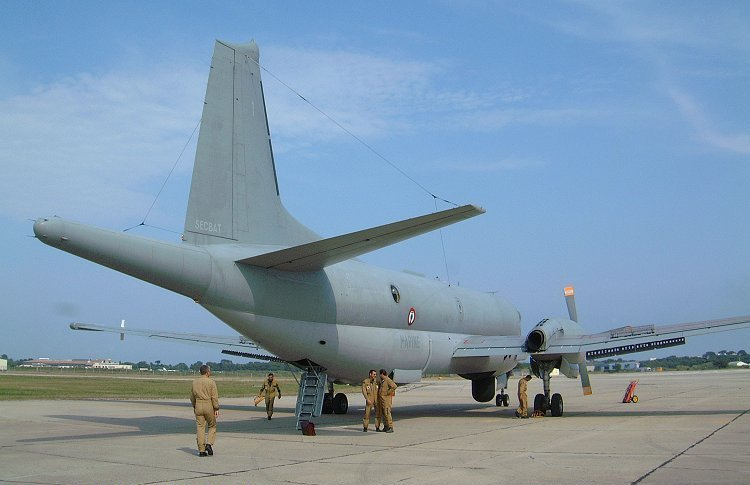
Un Atlantique 2 de la Marine française à la BAN d'Hyères ; notez le dôme radar sous le fuselage, une verrière latérale pour la veille optique, et l'appendice arrière contenant le détecteur d'anomalie magnétique.

## Historique

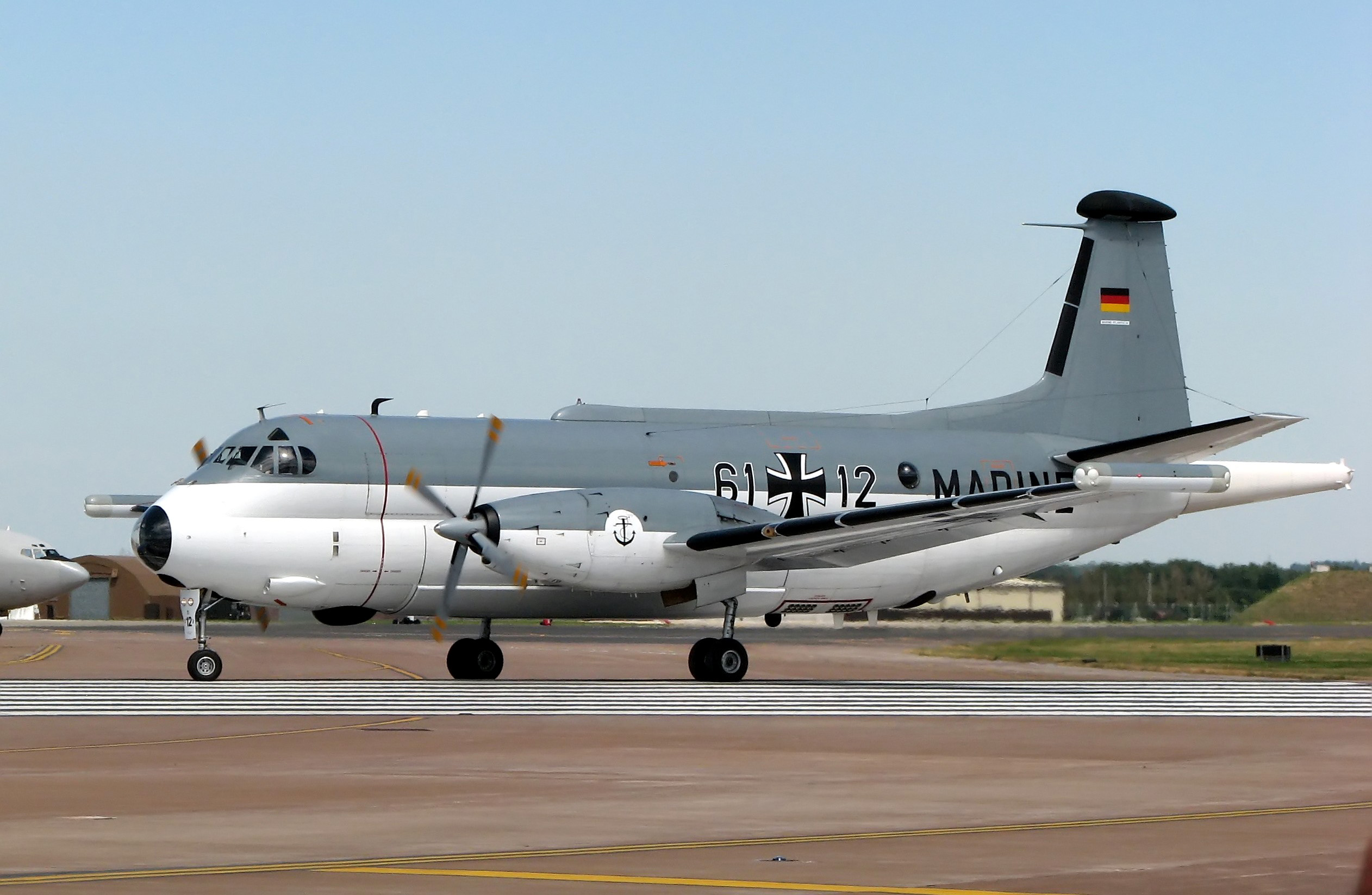
Un Breguet Atlantic de la Marine allemande.

Le sous-marin français Foucault (Q70), coulé par un bombardement d'hydravions de la marine austro-hongroise au large de Kotor le 15 septembre 1915 est le premier sous-marin victime d'une attaque aérienne.
Apparus en masse lors de la Seconde Guerre mondiale, les avions de patrouille maritime ont d'abord été utilisés pour la lutte anti-sous-marine.
De nos jours, ces avions effectuent principalement des missions de surveillance, notamment pour repérer les navires effectuant des dégazages en mer ou des nappes de pollution.
L'utilisation d'hydravions, fréquente pour ces missions dans les années 1940/1950, est devenue anecdotique depuis.

## Caractéristiques

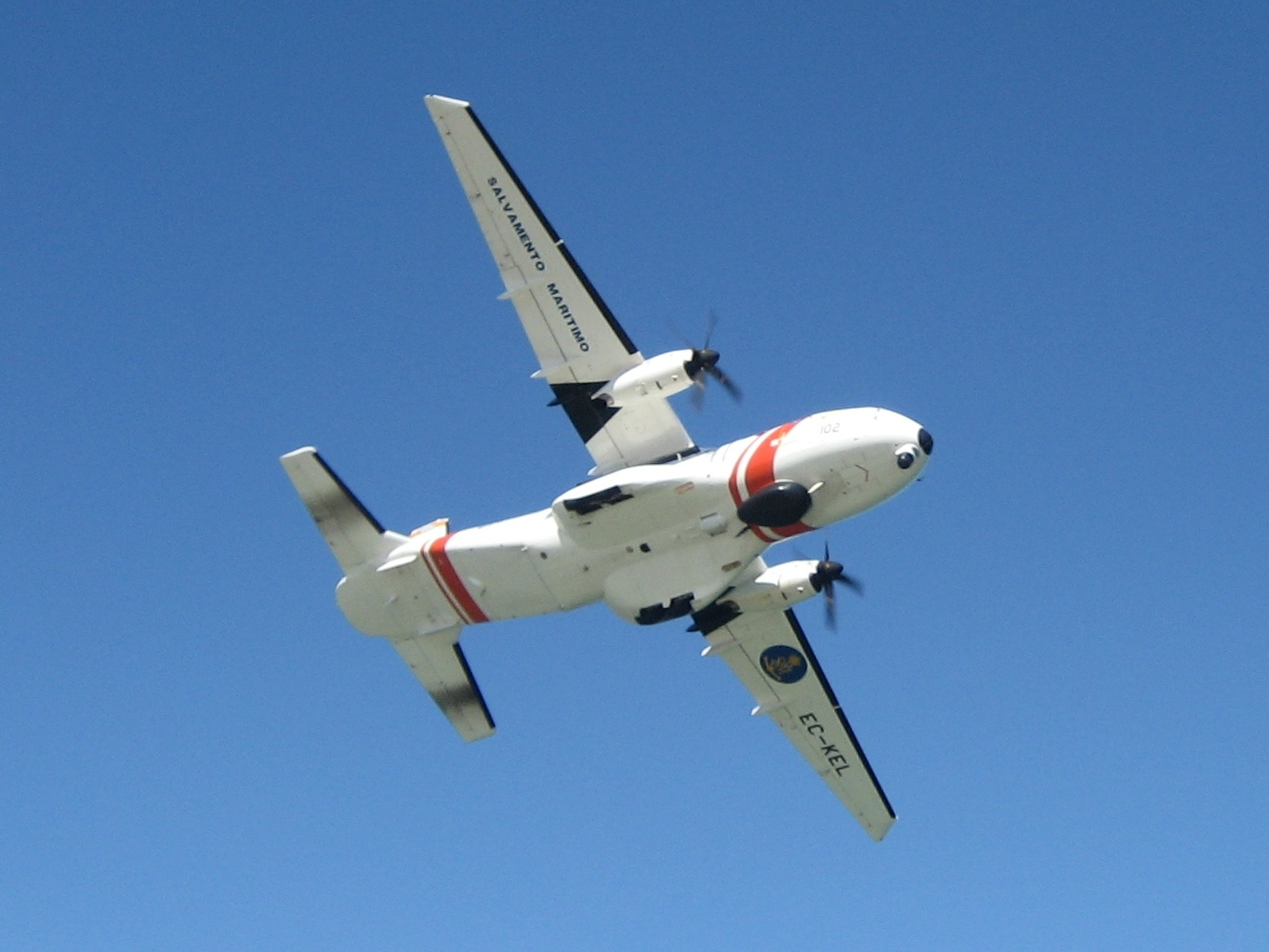
CASA CN-235-300 MP

Les senseurs généralement installés à bord des appareils modernes comportent :
- Un système de veille optique et infra-rouge ;
- Un radar de veille de la surface, capable de détecter les périscopes de sous-marins ;
- Un radar secondaire appelé Identification friend or foe ;
- Un système d'identification automatique appelé communément AIS (Automatic Identification System) ;
- Des lanceurs de bouées acoustiques, passives le plus souvent, parfois actives (il s'agit dans ce cas de sonars) et l'équipement associé d'analyse des bruits sous-marins[note 3] pour détecter les sous-marins en plongée[note 4] ;
- Un détecteur d'anomalie magnétique (MAD), qui permet de confirmer la présence d'une masse métallique (un sous marin, ou une épave), en passant à sa verticale ;
- Des appareils de guerre électronique pour la détection et la goniométrie des émissions radio et radar, ainsi que des capacités de brouillage, pour l'autodéfense ;
- Des équipements de radiotélécommunications permettant d'en faire un poste de commandement volant. En particulier les liaisons de données tactiques sont devenues indispensables au travail en réseau (NCW), en 2010 la liaison 11 restait la liaison de données la plus utilisée. Elle doit être remplacée par les liaisons de données tactiques de la série-J, dont le vocabulaire est plus complet et mieux adapté aux besoins actuels :
  - principalement la liaison 22, en raison de sa capacité Haute Fréquence ;
  - la liaison 16, en raison de sa capacité unique d'identification, de sa résistance au brouillage et de sa fonction « CONTROL » qui offre des capacités d'actions coordonnées avec les hélicoptères de lutte anti-sous-marine.

Les armes couramment embarquées :
- Des missiles air-mer (type Exocet), contre les bâtiments de surface, à autoguidage actif ou passif ;
- Des torpilles (larguées avec un parachute), contre les sous-marins.

L'avion de patrouille maritime est souvent également employé à des missions de service public : missions de recherche et de sauvetage à grande distance et missions de sauvegarde maritime en général. Il peut aussi être utilisé à terre (recueil d'informations visuelles et électroniques, action armée avec bombes et missiles).

## Exemples d'avions de patrouille maritime
| Constructeur et modèle                     | Pays d’origine             | Dates d'utilisation | Appareils produits | Appareils en service |
| ------------------------------------------ | -------------------------- | ------------------- | ------------------ | -------------------- |
| Airbus A321 MPA (Maritime Patrol Aircraft) | Europe - Demande française |                     |                    |                      |
| ATR 72 ASW                                 | France, Italie             |                     |                    |                      |
| Avro Shackleton                            | Royaume-Uni                |                     |                    |                      |
| Beriev Be-10 (hydravion)                   | URSS                       | 1958-1961           | 28                 | 0                    |
| Beriev Be-12 (hydravion)                   | URSS                       |                     | 143                | 9 (2008)             |
| Beriev Be-200                              | Russie                     |                     |                    |                      |
| Boeing P-8 Poseidon                        | États-Unis                 | 2013-               |                    |                      |
| Breguet Alizé (avion embarqué )            | France                     | 1961-2000           | 95                 |                      |
| Breguet Br 1150 Atlantic (ATL 1)           | France                     | 1965-               | 87                 |                      |
| Dassault Atlantique 2 (ATL 2)              | France                     | 1984-               | 28                 | 22 (2020)            |
| CASA C-295 MPA Persuader                   | Espagne                    |                     |                    |                      |
| Canadair CP-107 Argus                      | Canada                     |                     |                    |                      |
| Fairey Gannet (avion embarqué)             | Royaume-Uni                |                     |                    |                      |
| Focke-Wulf Fw 200                          | Allemagne                  | 1939-1945           | environ 260        | 0                    |
| Grumman AF Guardian (avion embarqué)       | États-Unis                 |                     |                    |                      |
| Grumman S-2 Tracker (avion embarqué)       | États-Unis                 | 1954-1976           | 1284               |                      |
| Hawker Siddeley Nimrod                     | Royaume-Uni                | 1967-2011           |                    |                      |
| Iliouchine Il-38                           | URSS                       | 1967-               | 58                 |                      |
| Lockheed P-2 Neptune                       | États-Unis                 | 1947-1984           |                    |                      |
| Lockheed P-3 Orion                         | États-Unis                 | 1962-               | 757                |                      |
| CP-140 Aurora                              | États-Unis, Canada         |                     |                    |                      |
| CP-140A Arcturus                           | États-Unis, Canada         |                     |                    |                      |
| Lockheed S-3 Viking (avion embarqué)       | États-Unis                 |                     |                    |                      |
| P5M Marlin                                 | États-Unis                 |                     |                    |                      |
| Tupolev Tu-142                             | URSS                       | 1972-               | 100                |                      |